# Stirpium Australasicarum Herbarii Hugeliani Decades Tres
Stirpium Australasicarum Herbarii Hugeliani Decades Tres (abreviado Stirp. Herb. Hügel.) es un libro ilustrado con descripciones botánicas que fue escrito por el botánico de Austria, numismático, político, y sinólogo, Stephan Ladislaus Endlicher. Fue publicado en el año 1838.